# Robin Hodgson, Baron Hodgson of Astley Abbotts

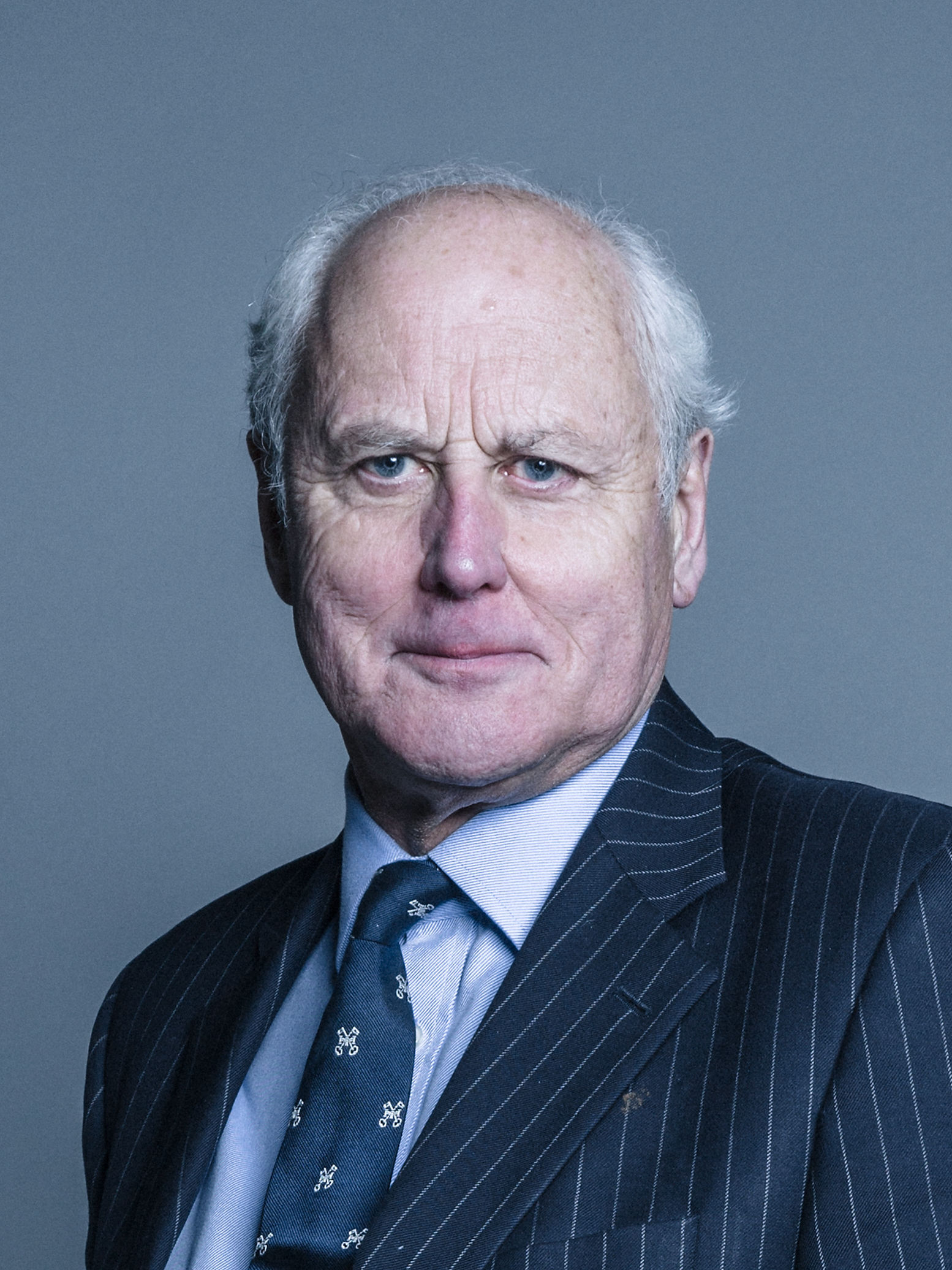
Robin Hodgson, Baron Hodgson of Astley Abbotts

Robin Granville Hodgson, Baron Hodgson of Astley Abbotts CBE (* 25. April 1942) ist ein britischer Wirtschaftsmanager und Politiker der Conservative Party, der zeitweilig Abgeordneter des House of Commons war und seit 2000 als Life Peer Mitglied des House of Lords ist.

## Leben

### Manager und Unterhausabgeordneter
Nach dem Schulbesuch leistete Hodgson von 1960 bis 1964 Wehrdienst im 4. Bataillon der King’s Shropshire Light Infantry der
British Army und wurde zuletzt zum Leutnant befördert. Im Anschluss nahm er Tätigkeiten in der Privatwirtschaft auf und war zwischen 1972 und 2003 Vorstandsvorsitzender sowie zeitweise Chief Executive Officer (CEO) der Investmentbank Granville Baird Group.
Nachdem er bei den Unterhauswahlen am 28. Februar sowie am 10. Oktober 1974 für die Conservative Party ohne Erfolg im Wahlkreis Walsall North für ein Mandat im Unterhaus kandidiert hatte, wurde er bei einer Nachwahl am 4. November 1974 in diesem Wahlkreis zum Abgeordneten in das House of Commons gewählt und gehörte diesem bis zur Wahl am 3. Mai 1979 an.
1979 wurde er nach seinem Ausscheiden aus dem Unterhaus Vorstandsvorsitzender des Unternehmens Nasdim und bekleidete diese Funktion bis 1985, ehe er danach zwischen 1985 und 1989 Direktor der Wertpapier- und Investitionsbehörde war. Zugleich war er von 1980 bis 1985 Mitglied des Rates für die Sicherheitsindustrie.
Daneben nahm er Funktionen innerhalb der Conservative Party wahr und war unter anderem von 1985 bis 1991 erst Schatzmeister sowie danach bis 1994 Vorsitzender der konservativen Tories in der Region West Midlands. Zugleich fungierte er von 1988 bis 1998 als Mitglied des Exekutivkomitees der Nationalen Union der konservativen Vereinigungen (National Union of Conservative Associations) sowie von 1988 bis 1996 als Mitglied der Behörde für industrielle Entwicklung der West Midlands. Während dieser Zeit war Hodgson, der 1992 Commander des Order of the British Empire wurde, zwischen 1990 und 1992 Vorsitzender des Aufsichtsrates von Walter Alexander plc, von 1991 bis 2002 Direktor der Verwaltung für Wertpapiere und Terminbörsen (Securities and Futures Authority) sowie zwischen 1992 und 2002 Direktor von Dominic Hunter plc.
Auf politischer Ebene war er zwischen 1995 und 1996 erst Vize-Präsident sowie im Anschluss von 1996 bis 1998 Vorsitzender der Nationalen Union der konservativen Vereinigungen, ehe er zwischen 1998 und 2000 sowohl stellvertretender Vorsitzender der Conservative Party als auch Vorsitzender der Nationalen Versammlung der Tories (National Conservative Convention) war.

### Oberhausmitglied
Hodgson, der zwischen 1995 und 2001 Direktor von Community Hospital plc war und seit 1995 Direktor der Staffordshire Building Society ist, wurde durch ein Letters Patent vom 7. Juni 2000 als Life Peer mit dem Titel Baron Hodgson of Astley Abbotts, of Nash in the County of Shropshire, in den Adelsstand erhoben. Kurz darauf erfolgte am 28. Juni 2000 seine Einführung (Introduction) als Mitglied des House of Lords.
In der Folgezeit wurde er Trustee der Shrewsbury School Foundation sowie des St Peter’s College der University of Oxford und ist ferner Mitglied der Livery Company der Worshipful Company of Goldsmiths. Seit 2000 ist Lord Hodgson Vorstandsvorsitzender der Rostrum Group und seit 2002 der Nova Capital Group sowie zugleich seit 2002 Mitglied des Aufsichtsrates von Marston plc, der früheren Wolverhampton and Dudley Breweries plc.
Im Oberhaus übernahm Lord Hodgson zahlreiche Führungsaufgaben innerhalb der Fraktion der Tories und war unter anderem von 2002 bis 2006 Sprecher der Opposition für Inneres und Wirtschaftsangelegenheiten sowie Mitglied des Schattenkabinetts seiner Partei.
Danach fungierte er zwischen 2007 und 2012 als Vorsitzender des Nationalrates für die Freiwilligenorganisationen (National Council for Voluntary Organisation) und ist seit 2008 Vorsitzender des Beratungskomitees der Wohltätigkeitsorganisationen der Streitkräfte (Armed Forces Charities Advisory Committee). Zwischenzeitlich war er von 2001 bis 2012 auch offizieller Gutachter für das Gesetz über die Wohltätigkeitsorganisationen (Charities Act).